# منتخب كوريا الشمالية لكرة القدم للسيدات
منتخب كوريا الشمالية لكرة القدم هو تشكيلة من احسن لاعبات كرة القدم في هذه الدولة، يديره اتحاد كوريا الشمالية لكرة القدم. حصل منتخب كوريا الشمالية لكرة القدم للسيدات على لقب كأس الأمم الآسيوية لكرة القدم للسيدات مرتين، الأولى سنة 2003 و الثانية 2008 و تأهل للدور الربع النهائي لبطولة كأس العالم لكرة القدم للسيدات سنة 2007.